# Архангельское (Краснинский район)
Арха́нгельское — деревня Гудаловского сельсовета Краснинского района Липецкой области.

## Название
По приходу Архангельской церкви соседнего села.

## География
Деревня находится в северо-западной части Липецкой области, в лесостепной зоне, при автодороге 42К-455. У южной границы Архангельского расположен пруд на притоке реки Пальны; на берегу пруда расположено кладбище.

### Климат
Климат характеризуются как умеренно континентальный, с умеренно холодной продолжительной зимой и тёплым летом. Средняя температура воздуха самого холодного месяца (января) — −9,5 °C; самого тёплого месяца (июля) — 19 °C. Вегетационный период длится в среднем 180 дней. Среднегодовое количество атмосферных осадков варьирует в пределах от 500 до 531 мм, из которых около 70 % выпадает в тёплый период в виде дождя.

## История
Известно с середины XIX века.

## Население
| 2010 |
| ---- |
| 25   |

## Инфраструктура
Личное подсобное хозяйство с зоной сельскохозяйственного использования, индивидуальная застройка усадебного типа. В 1866 году имело 30 дворов.
Основа экономики — сельское хозяйство.

## Транспорт
Автобусное сообщение с райцентром и городом Елец. Остановка общественного транспорта «Архангельское» при въезде в деревню.